# Марсело Діас
Марсело Діас (ісп. Marcelo Alfonso Díaz, нар. 30 грудня 1986, Сантьяго) — чилійський футболіст, півзахисник клубу «Расінг» (Авельянеда) та національної збірної Чилі.

## Клубна кар'єра
У дорослому футболі дебютував 2005 року виступами за команду клубу «Універсідад де Чилі», в якій провів п'ять сезонів, взявши участь у 94 матчах чемпіонату. 
Частину 2010 року провів в оренді в іншому чилійському клубі, «Депортес Ла-Серена», після чого повернувся до «Універсідад де Чилі». Цього разу відіграв за команду із Сантьяго ще один сезон своєї ігрової кар'єри.
До складу клубу «Базель» приєднався 2012 року. Відтоді встиг відіграти за команду з Базеля 13 матчів в національному чемпіонаті.

## Виступи за збірну
2011 року дебютував в офіційних матчах у складі національної збірної Чилі. Наразі провів у формі головної команди країни 61 матч, забив 1 гол.

## Титули і досягнення
- Чемпіон Чилі (3):

«Універсідад де Чилі»:  2009 А, 2011 А, 2011 К
- Володар Південноамериканського кубка (1):

«Універсідад де Чилі»: 2011
- Чемпіон Швейцарії (2):

«Базель»:  2012–13, 2013–14
- Чемпіон Парагваю (2):

«Лібертад»:  2021 А, 2022 А
- Володар Кубка Чилі (1):

«Універсідад де Чилі»: 2024
- Володар Кубка Америки (2):

Збірна Чилі: 2015, 2016